# Avortament al Kazakhstan
L'avortament induït al Kazakhstan hi està regulat per legislació. Aquesta legislació ha sigut una continuació del passat soviètic, en el que l'avortament induït era un mètode anticonceptiu permès legalment.

## Legislació
Les normes que regulen l'avortament al Kazakhstan són la Llei de Drets Reproductius (2004), el Codi Criminal (1997) i les Indicacions Mèdiques i Socials per a l'Avortament del Ministeri de Salut (2008). Altres fonts parlen l'Ordre 626 del Ministeri de Salut (octubre 2009) de l'Aprovació de Regles amb Relació a la Terminació Artificial de l'Embaràs i de l'article 104 del Codi del Sistema de l'Atenció Sanitària i la Salut de la Població.
L'avortament és legal si es dona algun dels següents casos:
- La salut de l'embarassada està en perill, cal l'aprovació d'un comitè format per tres experts. Els casos són:[1]
  - Fins al punt d'estar la vida en perill (pàgina 5 de les Indicacions del Ministeri de Salut), sense límit de temps de gestació.[1]
  - Si la salut pot ser danyada considerablement (pàgina 5 de les Indicacions del Ministeri de Salut), sense límit de temps de gestació.[1]
  - Si la salut mental està en perill.[4]

L'avortament en cas d'estar en perill la salut requereix dues coses: l'autorització de professionals de la salut (un ginecòleg, el cap de l'institució que l'atén i l'expert sobre la matèria que addueix la dona (pàgina 3 de les Indicacions del Ministeri de Salut) i que la malaltia adduïda estiga en la llista acceptada per les regulacions.
- Si és demanat, no importa quin siga el motiu.[5] Es pot adduir motius com embaràs per relació incestuosa.[1]
- Si l'embarassada té una discapacitat cognitiva o intel·lectual, tal com es diu a la pàgina 6 les Indicacions del Ministeri de Salut.[1]
- Si l'embarassada és menor d'edat, requereix l'autorització dels pares o d'algun altre adult (pàgina 9 de la Llei de Drets Reproductius; pàgina 2 de les Indicacions del Ministeri de Salut).[1]

El servei abortiu es dona als llocs indicats a la segona pàgina de les Indicacions del Ministeri de Salut. Els avortaments del segon trimestre "solament es poden realitzar en centres perinatals, cases de maternitat i hospitals multiregionals".
L'estat proporciona mesures per a donar un servei d'avortament induït segur. I obliga a l'embarassada que pensa avortar a sotmetre's a assessorament (pàgina 9 de la Llei de Drets Reproductius).
En cas de cometre un avortament il·legal, es sanciona al proveïdor del servei (Art. 117 del Codi Penal).
Després de realitzar l'avortament induït, es donen contraceptius a l'avortant (pàgina 3 de les Indicacions del Ministeri de Salut.

## Història
Per documentar l'ús de l'avortament al país, les dades són d'alta qualitat. La causa és l'estat de legalitat permissiva des de molt de temps, convertint-se en un assumpte no gaire sensible. Alhora açò fa que les dades obtingudes per enquestes siguen més fiables. Les dades provenen principalment de dues fonts: del Ministeri de Salut i de l'Enquesta Demogràfica i de Salut del Kazakhstan. Cal observar una contradicció entre els informes i altres fonts i el que diu una associació respecte on es fan els avortaments: l'associació repetides vegades afirma que soles es fan al sector privat i a Almati, mentre que altres fonts parlen de multitud de llocs.

### Kazakhstan soviètic
Durant la major part del segle xx, el mètode anticonceptiu utilitzat a la Unió Soviètica ha sigut l'avortament induït a causa del suport estatal.
El 1920 la Unió Soviètica legalitzà l'avortament induït per petició com a mesura temporal perquè en l'estat econòmic de crisi amb l'avortament legalitzat l'accés al servei no portaria problemes de salut. Al Kazakhstan, els natius kazakhs s'hi oposaren. Així, durant aquesta dècada, l'antiavortament va ser un corrent important dels kazakhs per tractar-se d'un reducte cultural que estava sent atacat pels oficials soviètics (típicament eslaus). Alhora els oficials soviètics aplaudien aquest corrent dels natius. A més, els metges avisaven del problema que per la salut de la dona suposa el realitzar-se molts avortaments. Els avortaments durant el període de legalitat no es van realitzar tal com van pensar els legisladors: les clíniques no reberen ajudes i la gent era obligada a pagar. A més, foren practicats especialment per les dones d'ètnia russa a la regió del Kazakhstan (soles el 0,002% dels avortaments induïts eren fets a dones kazakhs, especialment de zones llunyanes de la ruralitat).
Per als kazakhs l'avortament era tabú però així i tot sí que hi havia mètodes tradicionals practicats amb herbes abortives. El nombre d'avortaments practicats va anar augmentant al Kazakhstan tant com a la Rússia, amb un augment especial entre el 1927 i el 1928 provocat per la major informació sobre el procediment quirúrgic i pel canvi de la moralitat. Alhora els avortaments il·legals entraren en declivi i preocupà als oficials la pujada de la taxa d'avortaments, de manera que l'èxit de l'avortament legal portà a la desconfiança dels oficials, amb la consegüent il·legalització.
L'avortament il·legal ocorria quan els metges es negaven a practicar l'avortament per alguna de les següents raons de salut: quan era el primer xiquet, que havia passat el primer trimestre de gestació o per patir condicions mèdiques perilloses. El fet que l'avortament legal no parava totalment els avortaments il·legals va contribuir que l'avortament fora criminalitzat pels oficials soviètics. A principi de la dècada de 1930, els oficials soviètics criticaven obertament l'avortament i la seua legalització. En la perifèria de l'URSS, incloent-hi el Kazakhstan, hi havia la preocupació respecte prohibir de manera imprevista pel que defenien una prohibició gradual i en alguns casos l'ensenyament d'altres mètodes de control de naixements.
Aquest període de legalitat finalitzà el 27 de juny de 1936 amb el Decret per la Defensa de la Mare i el Xiquet. Amb aquesta llei solament es podia avortar si la vida de l'embarassada estava en perill. Els avortaments il·legals no oferien garanties per a la salut de les avortants. El govern regional (óblast) establí un sistema de control per assegurar-se del compliment de la llei: els metges informaven de les seues pràctiques fent que la sol·licitud de terminar un embaràs fora revisat per una comissió mensualment. Les dones que anaren a hospitals amb símptomes relatius a la pràctica abortiva eren investigades. Els metges que practicaven avortaments il·legals podien ser subjectes a una pena de tres anys (secció 140 del Codi Penal). No hi ha dades fiables sobre aquesta activitat clandestina però les evidències trobades als arxius, contràries als casos trets per la premsa, troben que les dones pillades amb pràctiques il·legals principalment eren dones no casades.
La il·legalització reforçava els papers tradicionals de les dones baix una situació social patriarcal, segons l'acadèmica Paula A. Michaels, car reforça la idea de la dona com a mare i, per tant, bona patriota segons les expectatives soviètiques. La premsa servia com a propaganda contra les dones il·legalment avortistes mostrant-les com a enemigues de la pàtria i com a capritxoses. Com les dones kazakhs rarament trobaven la necessitat de realitzar-se l'avortament, no eren objecte de persecució per la llei.
En un cas del 1940, onze dones amb símptomes típics de l'avortament foren "detingudes baix investigació, separades de les seues famílies, escrutades per l'estat i humiliades públicament". Se'ls van retirar l'acusació.
La propaganda antiavortista no arribava prou a la gent per la falta de personal durant els primers anys de la prohibició. No es pot saber l'impacte de la propaganda antiavortista per falta de proves. L'estat no trobava fàcilment proves per incriminar.
Durant la postguerra, la propaganda es va fer evident que fracassà en convéncer perquè no avortaren. Després de la mort de Ióssif Stalin (1953), l'estat deixà de perseguir els avortaments il·legals i els metges practicaren avortaments dins del primer trimestre de la gestació baix petició. El 1968 la Unió Soviètica legalitzà altra vegada l'avortament induït baix demanda.

### Kazakhstan independent
| Any  | Taxa d'avortaments induïts legalment (per 1.000 dones d'edat entre 15-44 anys) |
| ---- | ------------------------------------------------------------------------------ |
| 1995 | 53                                                                             |
| 1999 | 43,9 o entre 57 i 55 segons fonts oficials del país                            |
| 2004 | 35                                                                             |
| 2008 | 32,3                                                                           |
| 2010 | 27,4                                                                           |
| 2012 | 24,5                                                                           |

El Kazakhstan, a partir de la seua independència de l'URSS el 1991, va començar a substituir l'avortament induït per altres mètodes anticonceptius. La legislació del Kazakhstan ha estat influïda per l'antecedent soviètic. Aquest declivi de l'ús de l'avortament a favor d'altres mètodes conceptius no impedí que l'avortament continuara sent durant la dècada del 1990 el mètode anticonceptiu preferit. Des de la independència del país, els avortaments s'han realitzat cada vegada més en el sector privat, fent que no la taxa oficial d'avortaments disminuïsca.
Un estudi basat amb les dades entre 1995 i 1999 trobà que els avortaments es fan sobretot a àrees urbanes i a les zones compreses per l'aleshores capital (Almati) més les regions Nord i Est del país. A més, qui més avorten són les d'ètnia russa (que alhora és la que més ha deixat de practicar l'avortament induït en el rang 1995-1999 i en el rang 1975-1999). Les zones amb més educació van tindre un major declivi en l'ús de l'avortament induït. Les dones casades són quasi exclusivament les dones que avorten perquè als països musulmans no sol haver-hi sexe premarital. La finalitat de l'avortament principalment és tant per a limitar els naixements com per augmentar el temps entre naixements. A causa d'açò, els primers embarassos no solen ser avortats al país.
L'abans citat estudi afirma que la probabilitat que un embaràs siga induït a l'avortament era el 36,8%. El percentatge d'embarassos resultat d'un fracàs del mètode contraceptiu que acabà en avortament induït fou el 67%. L'Enquesta Demogràfica i de Salut del Kazakhstan preguntà a 3.771 dones si es realitzarien un avortament en el cas de resultar embarassades inintencionalment i un 35,6% contestà afirmativament, un 20,6% no estava segur i la resta va respondre negativament.
Amb l'Ordre núm. 33 de febrer de 1994, s'aprovà un programa de planificació familiar establint el servei de planificació familiar a les institucions mèdiques per tractar de reduir els avortaments i la mortalitat materna.
Entre el 1993 i el 1997 les Nacions Unides destinaren diners al país per a la salut reproductiva. El primer pla tenia l'objectiu de reduir la taxa d'avortaments.
Entre el 1995 i el 1999 els avortaments eren gratuïts a nivell oficial, però en la pràctica la gent pagava, sent els preus d'entre 8 i 20 dòlars americans. Aquests pagaments no es solien fer a les zones rurals. El 1995 es va fer una campanya molt estesa avisant dels perills per a la salut que la pràctica d'avortaments induïts il·legals.
Entre el 1996 i el 2013 els texts de la legislació no canviaren.
El 1999 s'informà que el mètode utilitzat a la meitat dels avortaments induïts és de la dilatació i curetatge.
El 2000 el govern s'aprovà un programa a nivell estatal per reduir els avortaments. El programa formà als professionals mèdics i informà la població d'altres mètodes anticonceptius.
Un informe de les Nacions Unides, fet el 2001 i publicat el 2002, explicà que: durant les primeres dotze setmanes de gestació l'avortament induït, està disponible baix la petició sense requerir motivació; entre les 12 i les 28 setmanes de gestació, està disponible el servei si hi ha raons socials o mèdiques.
El 2001 s'aprovà l'Ordre 687 del Ministeri de Salut (juliol 2001) sobre les raons i regulacions mèdiques de l'avortament. El 2009 el mateix ministeri va aprovar l'Ordre 626 (octubre 2009) de l'Aprovació de Regles amb Relació a la Terminació Artificial de l'Embaràs i de l'article 104 del Codi del Sistema de l'Atenció Sanitària i la Salut de la Població. Segons informa una associació del país, la llei canvià del 2009 al 2012 en aquests aspectes:
| Condicions per a avortar el 2009 - Fins 12 setmanes: - Baix petició - Entre les 12 i fins a les 22 setmanes si hi ha motius socials, els quals han de ser algun dels següents: - Mort del marit durant l'embaràs - Confinament de la dona o el seu marit - L'home o la dona està desocupat - Si la dona no està casada - Drets parentals limitats o sense ells - Quan l'embaràs és causat per violació - Si la dona té estatus de refugiada o migrant forçada - Té un fill discapacitat en la família - Divorci ocorregut durant l'embaràs - Hi ha 4 o més fills en la família - En cas de malformació fetal No hi ha limit de temps: - Si hi ha indicacions mèdiques de perill per a la vida de l'embarassada, amb el consentiment d'aquesta. En cas de ser una menor de 16 anys, cal consentiment d'un dels pares. Quan es vol induir l'avortament per raons socials o mèdiques, l'estat paga un subsidi. | Condicions per a avortar el 2012 - Fins 12 setmanes: - Baix petició - Entre les 12 i fins a les 22 setmanes si hi ha motius socials, els quals han de ser algun dels següents: - Mort del marit durant l'embaràs - Confinament de la dona o el seu marit - L'home o la dona està desocupat - Si la dona no està casada - Drets parentals limitats o sense ells - Quan l'embaràs és causat per violació - Si la dona té estatus de refugiada o migrant forçada - Té un fill discapacitat en la família - Divorci ocorregut durant l'embaràs - Hi ha 4 o més fills en la família - La dona és una menor No hi ha limit de temps: - Si hi ha indicacions mèdiques de perill per a la vida de l'embarassada, amb el consentiment d'aquesta. - En cas de malformació fetal En cas de ser una menor de 18 anys cal consentiment d'un dels pares. Quan es vol induir l'avortament per raons socials o mèdiques, l'estat paga un subsidi. |

Un informe publicat el 2004 conta que els llocs on es realitzen els avortaments de manera legal són: en centres privats, Centres de Consulta de Dones, Cases de Maternitat, Policlíniques amb oficines de les Consultes de les Dones, molts hospitals i Pràctiques de Grups Familiars. Una altra cosa que explica l'informe és l'èxit en la reducció de la taxa d'avortaments que fou provocat pels esforços educatius, informatius i comunicatius (com la campanya de la Poma Roja feta als mitjans de comunicació massius) que feren que la gent utilitzara mètodes anticonceptius moderns. Així i tot, l'avortament practicat per les russes va descendir un 33% mentre que per les kazakhs el descens va ser notablement poc.
Tant el 2009 com el 2012 els fàrmacs utilitzats per a induir l'avortament són Mifepristone i Misoprostol.
Uns informes (del 2003, 2007 i el 2015) afirmaren que hi ha una alta taxa d'avortament entre les adolescents.
Una associació del país afirmava que el 2009 els avortaments solament es practicaven a Almati i que no hi ha regulacions a nivell estatal ni tampoc hi ha protocols clínics. També declara que el 2007 a Almati es feren 11.666 avortaments, dels quals un 74,3% foren realitzats mitjançant dilatació i curetatge. El preu de mitjana, diu l'associació, era de 5.000 KZT. Igual que altres informes, l'associació parla de la pràctica il·legal d'avortaments causant una alta taxa de mortalitat materna.
Una investigació del 2007 va concloure que l'alta taxa d'avortaments pot ser causada per "l'accés limitat als serveis de salut", especialment a les zones rurals. Al Kazakhstan és típic que s'utilitze com a mètode anticonceptiu no abortiu el dispositiu intrauterí sense revisió de professionals, ja que no hi ha molts altres mètodes disponibles. Açò potser siga que el mètode anticonceptiu emprat al país siga l'avortament.
Un informe del 2010 trobà que l'estat no donava informació sobre salut sexual i reproductiva, incloent-hi l'avortament.
Un informe del 2011 trobà que la prevalença dels embarassos de les adolescents i dels avortaments induïts practicats clandestinament provoquen morts. La causa és principalment la falta de programes específics dissenyats per previndre-ho.
Una associació del país afirmava que el 2012 els avortaments solament es practicaven a Almati en centres privats i que eixe any es va pensar establir el servei en centres mèdics estatals. També declara que el mètode preferit utilitzat era la dilatació i curetatge i que el preu era, de mitjana, d'uns 200 dòlars americans. També contà que la pràctica d'avortaments induïts il·legals és prevalent al país tenint incidència a la taxa de mortalitat materna.